# Purpur-Grasnelke
Die Purpur-Grasnelke (Armeria maritima subsp. purpurea) ist eine Unterart der Strand-Grasnelke (Armeria maritima) innerhalb der Familie der Bleiwurzgewächse (Plumbaginaceae). Sie kommt weltweit sehr selten vor.

## Pflanzenbeschreibung
Bei dieser Unterart handelt es sich um eine ausdauernde krautige Pflanze, die Wuchshöhen von bis zu 40 Zentimetern erreicht. Sie hat eine sehr kräftige, schraubig gedrehte Pfahlwurzel. Dieser Hemikryptophyt bildet Rosetten mit blattlosen Stängeln aus.  Die Laubblätter sind stumpf, kahl oder am Grunde schwach gewimpert und besitzen meist einen, seltener auch drei Nerven. Sie sind lanzettlich bis schmal-linealisch geformt, 5 bis 12 cm lang und 2 bis 3 mm breit.
Sie blüht vorwiegend im Mai und Juni. Die Blüten sitzen in köpfchenförmigen Blütenständen, die einen Durchmesser von etwa 15 bis 20 mm haben und von einer Hochblatthülle umgeben sind. Die Hüllblätter sind von lebhaft brauner Farbe und bis zu 20 mm lang, die äußeren stumpf oder spitz, die inneren stumpf. Die Kelchblätter sind trichterförmig und besitzen einen trockenhäutigen, fünfzipfeligen Saum. Die Kronblätter sind rosa bis purpurn gefärbt und nur am Grunde verwachsen. Die Früchte fallen mit den Kelchen aus.

## Unterschiede zu anderen Unterarten
Die Purpur-Grasnelke unterscheidet sich von der sehr ähnlichen, nah verwandten Alpen-Grasnelke (Armeria maritima subsp. alpina) durch die längeren Hüllblätter (12 bis 20 mm bei Armeria maritima subsp. purpurea, 8 bis 13 mm bei Armeria maritima subsp. alpina) und die größere Länge des Stängels (bis 40 cm bei Armeria maritima subsp. purpurea, bis 20 cm bei der Armeria maritima subsp. alpina).

## Vorkommen

### Allgemeine Verbreitung
Armeria maritima subsp. purpurea ist ein Glazialrelikt, das weltweit nur im Naturschutzgebiet Benninger Ried bei Memmingen (Landkreis Unterallgäu) vorkommt. Dem Botaniker Sandro Pignatti zufolge können auch einige wenige Populationen in Oberitalien am Südrand der Alpen dieser Unterart zugerechnet werden. Ferner wurde die Purpur-Grasnelke bis Anfang der 1960er Jahre noch am Bodensee gefunden. Dort sind ihre Vorkommen inzwischen jedoch offenbar erloschen.

### Standortansprüche und Vergesellschaftung
Die Purpur-Grasnelke wächst auf nährstoffarmen, anmoorigen bis moorigen Kalkquellkreiden, vorzugsweise an den Rändern von Quelltrichtern und Quellaufbrüchen. Am Bodensee war die Art eine Charakterart des Deschampsietum rhenanae, bei Memmingen gedeiht sie in Gesellschaften des Cratoneurion im Kontakt mit dem Primulo-Schoenetum.
Die ökologischen Zeigerwerte nach Landolt et al. 2010 sind in der Schweiz: Feuchtezahl F = 4+w+ (nass aber stark wechselnd), Lichtzahl L = 4 (hell), Reaktionszahl R = 4 (neutral bis basisch), Temperaturzahl T = 4+ (warm-kollin), Nährstoffzahl N = 2 (nährstoffarm), Kontinentalitätszahl K = 2 (subozeanisch).

## Artenschutz
Gefährdung in Deutschland: Kategorie 1: vom Aussterben bedroht.

## Taxonomie
Die Purpur-Grasnelke wurde 1823 von Wilhelm Daniel Joseph Koch in Flora, vol. 6, S. 710 als Armeria purpurea erstbeschrieben. Die Art wurde 1961 von Áskell Löve (1916–1994) und Doris Benta Maria Löve (1918–2000) in Botaniska Notiser, vol. 114, S. 54 als Unterart Armeria maritima subsp. purpurea (W.D.J.Koch) Á.Löve & D.Löve zu Armeria maritima gestellt. Synonyme sind Armeria alpina var. purpurea (W.D.J.Koch) E.Baumann, Armeria elongata var. purpurea (W.D.J.Koch) Boiss., Armeria maritima var. purpurea (W.D.J.Koch) G.H.M.Lawr., Armeria vulgaris var. purpurea (W.D.J.Koch) Mert. & W.D.J.Koch, Armeria vulgaris subsp. purpurea (W.D.J.Koch) Nyman, Statice purpurea (W.D.J.Koch) W.D.J.Koch und Armeria rhenana Gremli.

## Bilder

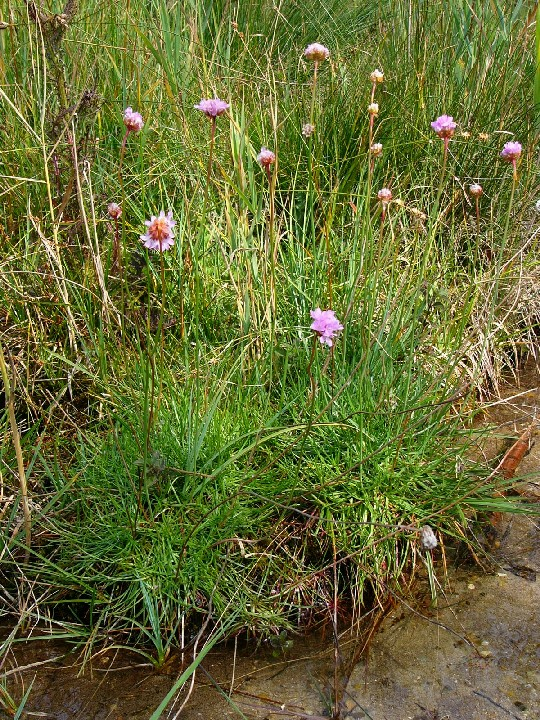
Purpur-Grasnelke
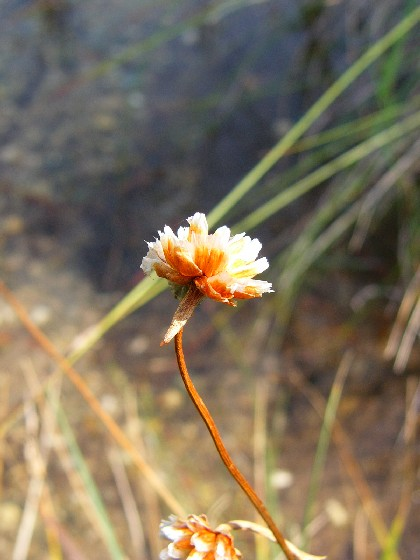
Purpur-Grasnelke (Köpfchen mit Hüllblatt)
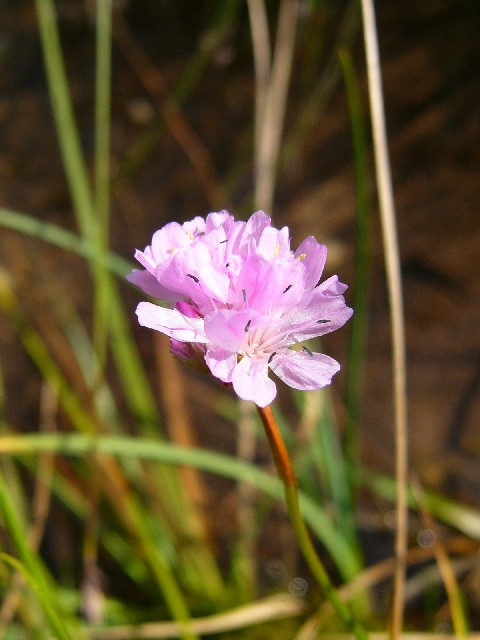
Purpur-Grasnelke (Blütenstand)